# Heterotella
Heterotella is een geslacht van sponsdieren uit de klasse van de Hexactinellida.

## Soorten
- Heterotella corbicula (Bowerbank, 1862)
- Heterotella midatlantica Tabachnick & Collins, 2008
- Heterotella pacifica Tabachnick & Lévi, 2004
- Heterotella pomponae Reiswig, 2000